# Bosques tropicales húmedos de las Marquesas
Los bosques tropicales húmedos de las Marquesas es una ecorregión de la ecozona oceánica, definida por el WWF, que se extiende por la totalidad de las Islas Marquesas (Polinesia Francesa, Francia).